# Svenska Cupen 2015-2016
La Coppa di Svezia 2015-2016 (in svedese Svenska Cupen) è stata la 60ª edizione del torneo, la quarta consecutiva col formato stagionale autunno-primavera. L'IFK Göteborg era la squadra campione in carica, avendo vinto il trofeo per la settima volta nell'edizione precedente. Il trofeo è stato vinto per la prima volta nella sua storia dall'Häcken, che ha sconfitto ai rigori il Malmö FF, qualificandosi al secondo turno preliminare della UEFA Europa League 2016-2017.

## Calendario
Questo il calendario della competizione:
| Fase        | Turno            | Date                            |
| ----------- | ---------------- | ------------------------------- |
| Preliminari | 1º turno         | dal 9 giugno al 5 agosto 2015   |
| Preliminari | 2º turno         | 19-20-26 agosto 2015            |
| Fase finale | Fase a gironi    | dal 20 febbraio al 6 marzo 2016 |
| Fase finale | Quarti di finale | 13 marzo 2016                   |
| Fase finale | Semifinali       | 20 marzo 2016                   |
| Fase finale | Finale           | 5 maggio 2016                   |

## Turno preliminare
Le associazioni calcistiche delle contee di Dalarna e di Örebro sono le uniche ad aver indetto apposite qualificazioni per determinare le squadre partecipanti alla coppa, le restanti associazioni hanno determinato le squadre partecipanti in base ai risultati ottenuti nei rispettivi campionati distrettuali o in base al ranking 2014.

## Primo turno
Al primo turno partecipano 64 squadre provenienti dai livelli inferiori al secondo del campionato svedese di calcio.
| Squadra 1           | Risultato                 | Squadra 2        |
| ------------------- | ------------------------- | ---------------- |
| 9 giugno 2015       |                           |                  |
| KF Velebit          | 1 - 2                     | Örgryte          |
| 10 giugno 2015      |                           |                  |
| Team ThorenGruppen  | 2 - 1                     | IFK Luleå        |
| Danderyds SK        | 1 - 5                     | BKV Norrtälje    |
| 16 giugno 2015      |                           |                  |
| Råslätts SK         | 0 - 5                     | Husqvarna        |
| 17 giugno 2015      |                           |                  |
| IFK Aspudden-Tellus | 2 - 4                     | Enskede IK       |
| 23 giugno 2015      |                           |                  |
| BK Astrio           | 1 - 2                     | Halmia           |
| 21 luglio 2015      |                           |                  |
| Hittarps IK         | 3 - 0                     | Högaborgs BK     |
| 22 luglio 2015      |                           |                  |
| Tenhults IF         | 4 - 1                     | Skövde AIK       |
| 28 luglio 2015      |                           |                  |
| Götene IF           | 4 - 1                     | IFK Skövde FK    |
| Karlstad BK         | 0 - 3                     | Forward          |
| 29 luglio 2015      |                           |                  |
| Söderhamns FF       | 3 - 1                     | Selånger         |
| 30 luglio 2015      |                           |                  |
| Kuddby IF           | 2 - 3                     | Sylvia           |
| 1º agosto 2015      |                           |                  |
| Mörrums GoIS        | 0 - 10                    | Kristianstads FF |
| Torstorps IF        | 2 - 1                     | Triangelns IK    |
| 4 agosto 2015       |                           |                  |
| Upsala IF           | 2 - 2 (dts) (2-4 dtr)     | Västerås SK      |
| Ursvik IK           | 2 - 3                     | Ekerö IK         |
| Somaliska UF        | 3 - 2                     | Öster            |
| Herrestads AIF      | 0 - 3                     | FC Trollhättan   |
| IK Virgo            | 2 - 4                     | Assyriska BK     |
| Lunden ÖBK          | 2 - 1                     | Tvååkers IF      |
| FC Rosengård 1917   | 1 - 4                     | Eskilsminne      |
| BW 90               | 1 - 5                     | Trelleborg       |
| 5 agosto 2015       |                           |                  |
| IFK Östersund       | 3 - 5 (dts)               | Härnösands FF    |
| Sandvikens IF       | 1 - 3                     | Brage            |
| Gamla Uppsala SK    | 0 - 4                     | Akropolis        |
| Sollentuna FK       | 3 - 2 (dts)               | Vasalund         |
| FC Gute             | 5 - 0                     | Södertälje SK    |
| Melleruds IF        | 0 - 5                     | Carlstad Utd     |
| Nybro               | 2 - 2 (3-3 dts) (0-1 dtr) | Oskarshamns AIK  |
| Nacka FF            | 3 - 1 (dts)               | Huddinge IF      |
| Vara SK             | 0 - 1                     | Norrby           |
| Husie IF            | 4 - 0                     | Höllvikens GIF   |

## Secondo turno
Al secondo turno partecipano le 32 squadre vincenti il primo turno, le 16 squadre provenienti dalla Superettan e le 16 squadre provenienti dalla Allsvenskan.
| Squadra 1          | Risultato                 | Squadra 2        |
| ------------------ | ------------------------- | ---------------- |
| 19 agosto 2015     |                           |                  |
| Tenhults IF        | 2 - 0                     | Mjällby          |
| Kristianstads FF   | 1 - 6                     | IFK Göteborg     |
| Husqvarna          | 2 - 3                     | Häcken           |
| FC Höllviken       | 0 - 2                     | Ängelholms FF    |
| Oskarshamns AIK    | 0 - 1                     | Jönköpings Södra |
| Eskilsminne        | 1 - 2                     | Varberg          |
| Härnösands FF      | 1 - 3                     | Syrianska        |
| Team ThorenGruppen | 0 - 4                     | Gefle            |
| Söderhamns FF      | 1 - 2                     | Östersund        |
| Enskede IK         | 0 - 4                     | GIF Sundsvall    |
| BKV Norrtälje      | 0 - 3                     | Örebro           |
| FC Trollhättan     | 4 - 3 (dts)               | Utsiktens BK     |
| Örgryte            | 0 - 2 (dts)               | IFK Värnamo      |
| Hittarps IK        | 0 - 3                     | Ljungskile       |
| Brage              | 0 - 2                     | Frej             |
| Somaliska UF       | 0 - 1                     | Elfsborg         |
| Nacka FF           | 1 - 2                     | Sirius           |
| FC Gute            | 2 - 4 (dts)               | Degerfors        |
| Sollentuna FK      | 1 - 2                     | Assyriska        |
| Ekerö IK           | 0 - 6                     | AIK              |
| 20 agosto 2015     |                           |                  |
| Torstorps IF       | 1 - 5                     | Djurgården       |
| Assyriska BK       | 0 - 4                     | Falkenberg       |
| Sylvia             | 0 - 3                     | Brommapojkarna   |
| Norrby             | 2 - 2 (3-3 dts) (5-6 dtr) | GAIS             |
| Lunden ÖBK         | 1 - 8                     | Helsingborg      |
| Carlstad Utd       | 2 - 3                     | Hammarby         |
| Akropolis          | 0 - 5                     | IFK Norrköping   |
| Trelleborg         | 1 - 2                     | Halmstad         |
| Halmia             | 1 - 1 (1-1 dts) (2-4 dtr) | Kalmar           |
| Västerås SK        | 2 - 2 (3-3 dts) (3-4 dtr) | AFC United       |
| 26 agosto 2015     |                           |                  |
| Forward            | 2 - 1                     | Åtvidaberg       |
| 8 novembre 2015    |                           |                  |
| Götene IF          | 0 - 5                     | Malmö FF         |

## Fase a gironi
Le 32 squadre vincenti il secondo turno sono state divise in 8 gironi da 4 squadre ciascuno. Per il sorteggio sono stati creati due gruppi in base alla posizione delle squadre alla fine della stagione 2015: nel primo gruppo sono state inserite le 16 migliori squadre, nel secondo gruppo le restanti 16. Il sorteggio è stato effettuato il 26 novembre 2015.

In ciascun girone le squadre si affrontano una volta sola. Le squadre migliori e le squadre provenienti dalla terza serie o inferiori hanno il diritto di giocare due partite in casa. La fase a gironi inizia il 20 febbraio 2016 e termina il 6 marzo 2016. Si qualificano ai quarti di finale le squadre prime classificate in ciascun gruppo.

### Gruppo 1
| Pos. | Squadra          | Pt | G | V | N | P | GF | GS | DR |
| ---- | ---------------- | -- | - | - | - | - | -- | -- | -- |
| 1.   | IFK Norrköping   | 7  | 3 | 2 | 1 | 0 | 6  | 1  | +5 |
| 2.   | Jönköpings Södra | 4  | 3 | 1 | 1 | 1 | 2  | 2  | 0  |
| 3.   | Östersund        | 3  | 3 | 1 | 0 | 2 | 3  | 5  | -2 |
| 4.   | AFC United       | 3  | 3 | 1 | 0 | 2 | 1  | 3  | -2 |

| 20 febbraio 2016 | IFK Norrköping   | 4 – 0 | Östersund        |  |
| 20 febbraio 2016 | Jönköpings Södra | 0 – 1 | AFC United       |  |
| 27 febbraio 2016 | Jönköpings Södra | 1 – 0 | Östersund        |  |
| 27 febbraio 2016 | AFC United       | 0 – 1 | IFK Norrköping   |  |
| 6 marzo 2016     | IFK Norrköping   | 1 – 1 | Jönköpings Södra |  |
| 6 marzo 2016     | Östersund        | 3 – 0 | AFC United       |  |

### Gruppo 2
| Pos. | Squadra      | Pt | G | V | N | P | GF | GS | DR |
| ---- | ------------ | -- | - | - | - | - | -- | -- | -- |
| 1.   | Halmstad     | 6  | 3 | 2 | 0 | 1 | 5  | 3  | +2 |
| 2.   | IFK Göteborg | 5  | 3 | 1 | 2 | 0 | 5  | 2  | +3 |
| 3.   | Frej         | 2  | 3 | 0 | 2 | 1 | 2  | 4  | -2 |
| 4.   | Degerfors    | 2  | 3 | 0 | 2 | 1 | 2  | 5  | -3 |

| 20 febbraio 2016 | Halmstad     | 2 – 0 | Frej         |  |
| 21 febbraio 2016 | IFK Göteborg | 1 – 1 | Degerfors    |  |
| 27 febbraio 2016 | Halmstad     | 3 – 0 | Degerfors    |  |
| 28 febbraio 2016 | Frej         | 1 – 1 | IFK Göteborg |  |
| 6 marzo 2016     | IFK Göteborg | 3 – 0 | Halmstad     |  |
| 6 marzo 2016     | Degerfors    | 1 – 1 | Frej         |  |

### Gruppo 3
| Pos. | Squadra     | Pt | G | V | N | P | GF | GS | DR |
| ---- | ----------- | -- | - | - | - | - | -- | -- | -- |
| 1.   | AIK         | 9  | 3 | 3 | 0 | 0 | 10 | 2  | +8 |
| 2.   | Falkenberg  | 4  | 3 | 1 | 1 | 1 | 4  | 3  | +1 |
| 3.   | Varberg     | 4  | 3 | 1 | 1 | 1 | 3  | 3  | 0  |
| 4.   | Tenhults IF | 0  | 3 | 0 | 0 | 3 | 0  | 9  | -9 |

| 20 febbraio 2016 | AIK         | 2 – 1 | Varberg     |  |
| 21 febbraio 2016 | Tenhults IF | 0 – 2 | Falkenberg  |  |
| 27 febbraio 2016 | Falkenberg  | 1 – 1 | Varberg     |  |
| 28 febbraio 2016 | Tenhults IF | 0 – 6 | AIK         |  |
| 5 marzo 2016     | AIK         | 2 – 1 | Falkenberg  |  |
| 5 marzo 2016     | Varberg     | 1 – 0 | Tenhults IF |  |

### Gruppo 4
| Pos. | Squadra     | Pt | G | V | N | P | GF | GS | DR |
| ---- | ----------- | -- | - | - | - | - | -- | -- | -- |
| 1.   | Kalmar      | 9  | 3 | 3 | 0 | 0 | 6  | 2  | +4 |
| 2.   | Elfsborg    | 4  | 3 | 1 | 1 | 1 | 6  | 6  | 0  |
| 3.   | Assyriska   | 3  | 3 | 1 | 0 | 2 | 4  | 6  | -2 |
| 4.   | IFK Värnamo | 1  | 3 | 0 | 1 | 2 | 4  | 6  | -2 |

| 20 febbraio 2016 | Elfsborg    | 3 – 2 | Assyriska   |  |
| 20 febbraio 2016 | Kalmar      | 2 – 1 | IFK Värnamo |  |
| 27 febbraio 2016 | Kalmar      | 3 – 1 | Assyriska   |  |
| 27 febbraio 2016 | IFK Värnamo | 3 – 3 | Elfsborg    |  |
| 5 marzo 2016     | Elfsborg    | 0 – 1 | Kalmar      |  |
| 5 marzo 2016     | Assyriska   | 1 – 0 | IFK Värnamo |  |

### Gruppo 5
| Pos. | Squadra       | Pt | G | V | N | P | GF | GS | DR |
| ---- | ------------- | -- | - | - | - | - | -- | -- | -- |
| 1.   | Malmö FF      | 9  | 3 | 3 | 0 | 0 | 10 | 2  | +8 |
| 2.   | Sirius        | 4  | 3 | 1 | 1 | 1 | 3  | 3  | 0  |
| 3.   | GIF Sundsvall | 3  | 3 | 1 | 0 | 2 | 1  | 5  | -4 |
| 4.   | Ängelholms FF | 1  | 3 | 0 | 1 | 2 | 2  | 6  | -4 |

| 20 febbraio 2016 | Malmö FF      | 2 – 1 | Sirius        |  |
| 20 febbraio 2016 | GIF Sundsvall | 1 – 0 | Ängelholms FF |  |
| 27 febbraio 2016 | GIF Sundsvall | 0 – 1 | Sirius        |  |
| 28 febbraio 2016 | Ängelholms FF | 1 – 4 | Malmö FF      |  |
| 5 marzo 2016     | Malmö FF      | 4 – 0 | GIF Sundsvall |  |
| 5 marzo 2016     | Sirius        | 1 – 1 | Ängelholms FF |  |

### Gruppo 6
| Pos. | Squadra    | Pt | G | V | N | P | GF | GS | DR |
| ---- | ---------- | -- | - | - | - | - | -- | -- | -- |
| 1.   | Hammarby   | 7  | 3 | 2 | 1 | 0 | 7  | 3  | +4 |
| 2.   | Syrianska  | 7  | 3 | 2 | 1 | 0 | 2  | 0  | +2 |
| 3.   | Djurgården | 3  | 3 | 1 | 0 | 2 | 3  | 5  | -2 |
| 4.   | Ljungskile | 0  | 3 | 0 | 0 | 3 | 3  | 7  | -4 |

| 21 febbraio 2016 | Hammarby   | 0 – 0 | Syrianska  |  |
| 22 febbraio 2016 | Djurgården | 2 – 1 | Ljungskile |  |
| 28 febbraio 2016 | Syrianska  | 1 – 0 | Djurgården |  |
| 29 febbraio 2016 | Hammarby   | 4 – 2 | Ljungskile |  |
| 6 marzo 2016     | Djurgården | 1 – 3 | Hammarby   |  |
| 6 marzo 2016     | Ljungskile | 0 – 1 | Syrianska  |  |

### Gruppo 7
| Pos. | Squadra        | Pt | G | V | N | P | GF | GS | DR |
| ---- | -------------- | -- | - | - | - | - | -- | -- | -- |
| 1.   | Häcken         | 7  | 3 | 2 | 1 | 0 | 10 | 2  | +8 |
| 2.   | FC Trollhättan | 4  | 3 | 1 | 1 | 1 | 5  | 8  | -3 |
| 3.   | Gefle          | 3  | 3 | 1 | 0 | 2 | 5  | 8  | -3 |
| 4.   | Brommapojkarna | 2  | 3 | 0 | 2 | 1 | 3  | 5  | -2 |

| 20 febbraio 2016 | Häcken         | 0 – 0 | Brommapojkarna |  |
| 20 febbraio 2016 | FC Trollhättan | 2 – 1 | Gefle          |  |
| 27 febbraio 2016 | Gefle          | 4 – 2 | Brommapojkarna |  |
| 27 febbraio 2016 | FC Trollhättan | 2 – 6 | Häcken         |  |
| 5 marzo 2016     | Häcken         | 4 – 0 | Gefle          |  |
| 5 marzo 2016     | Brommapojkarna | 1 – 1 | FC Trollhättan |  |

### Gruppo 8
| Pos. | Squadra     | Pt | G | V | N | P | GF | GS | DR |
| ---- | ----------- | -- | - | - | - | - | -- | -- | -- |
| 1.   | Helsingborg | 7  | 3 | 2 | 1 | 0 | 5  | 2  | +3 |
| 2.   | Örebro      | 5  | 3 | 1 | 2 | 0 | 6  | 4  | +2 |
| 3.   | Forward     | 4  | 3 | 1 | 1 | 1 | 6  | 4  | +2 |
| 4.   | GAIS        | 0  | 3 | 0 | 0 | 3 | 3  | 11 | -8 |

| 20 febbraio 2016 | Helsingborg | 3 – 1 | GAIS        |  |
| 21 febbraio 2016 | Forward     | 2 – 2 | Örebro      |  |
| 27 febbraio 2016 | Örebro      | 3 – 1 | GAIS        |  |
| 28 febbraio 2016 | Forward     | 0 – 1 | Helsingborg |  |
| 5 marzo 2016     | Helsingborg | 1 – 1 | Örebro      |  |
| 5 marzo 2016     | GAIS        | 1 – 5 | Forward     |  |

## Quarti di finale
| Squadra 1     | Risultato                   | Squadra 2      |
| ------------- | --------------------------- | -------------- |
| 12 marzo 2016 |                             |                |
| Häcken        | 1 - 0                       | Halmstad       |
| 13 marzo 2016 |                             |                |
| Malmö FF      | 1 - 0                       | IFK Norrköping |
| Kalmar        | 0 - 0 (d.t.s.) (5-4 d.t.r.) | Helsingborg    |
| 15 marzo 2016 |                             |                |
| AIK           | 1 - 1 (d.t.s.) (2-4 d.t.r.) | Hammarby       |

## Semifinali
| Squadra 1     | Risultato | Squadra 2 |
| ------------- | --------- | --------- |
| 19 marzo 2016 |           |           |
| Kalmar        | 2 - 3     | Malmö FF  |
| 20 marzo 2016 |           |           |
| Hammarby      | 2 - 3     | Häcken    |

## Finale
| Arbitro: | Andreas Ekberg |

|                                                          |                      |                                                               |
| Rosenberg 39’ Wolff Eikrem 44’                           | Marcatori            | 61’ Savage 66’ Mohammed                                       |
| Molins Sana Berget Christiansen Rakip Árnason Tinnerholm | Tiri di rigore 5 – 6 | Savage Makondele Gustafson Mohammed Paulinho Arkivuo Sandberg |